# 察瓦龙小檗
察瓦龙小檗（学名：Berberis tsarongensis）为小檗科小檗属的植物，是中国的特有植物。分布在中国大陆的云南、西藏等地，生长于海拔2,900米至3,880米的地区，多生在灌丛草甸、林级、山坡和杂木林中，目前尚未由人工引种栽培。